# Departamento de Nueve de Julio (kommun i Río Negro)
Departamento de Nueve de Julio är en kommun i Argentina.   Den ligger i provinsen Río Negro, i den södra delen av landet, 1 100 km sydväst om huvudstaden Buenos Aires.
Omgivningarna runt Departamento de Nueve de Julio är i huvudsak ett öppet busklandskap. Trakten runt Departamento de Nueve de Julio är nära nog obefolkad, med mindre än två invånare per kvadratkilometer.